# Henry Hadley
Henry Kimball Hadley (Somerville, 20 dicembre 1871 – New York, 6 settembre 1937) è stato un direttore d'orchestra e compositore statunitense.

## Biografia
Hadley nacque in una famiglia di musicisti. Suo padre, da cui ricevette le prime nozioni musicali, era un insegnante di musica di scuola secondaria, sua madre si occupava della musica nella loro parrocchia, e suo fratello Arthur si indirizzò verso una eccellente carriera di violoncellista.  Hadley studiò violino ed armonia, e dall'età di quattordici anni, iniziò lo studio della composizione con il famoso compositore statunitense George Whitefield Chadwick. Sotto la supervisione di Chadwick, Hadley compose diverse opere, come canzoni, musica da camera, un musical, ed una ouverture orchestrale.
Nel 1893, Hadley effettuò una tournée, come violinista, con la compagnia Laura Schirmer-Mapleson Opera Company, ma abbandonò il tour quando la compagnia si imbatté in problemi finanziari e non fu più in grado di pagare il suo salario.
Nel 1894 si recò a Vienna per proseguire gli studi con Eusebius Mandyczewski.  Hadley si entusiasmò dell'atmosfera artistica della quale era pervasa la città, dove poté assistere a concerti e opere, e dove occasionalmente vide Brahms nei caffè.  Durante questo periodo Hadley divenne amico del direttore tedesco-statunitense Adolf Neuendorff, che gli diede diversi consigli sulle sue composizioni.
Tornato negli Stati Uniti nel 1896, Hadley ottenne un posto di istruttore musicale alla St. Paul's Episcopal School for Boys  a New York. Compose, in questo periodo, molte delle sue importanti opere come l'ouverture In Bohemia, e la I e II sinfonia. Frequentò anche degli importanti direttori d'orchestra come Walter Damrosch, Victor Herbert, John Philip Sousa e Anton Seidl. Hadley fece il suo debutto, come direttore d'orchestra, il 16 gennaio 1900 all'Hotel Waldorf-Astoria, dirigendo un programma quasi completamente imperniato su sue composizioni.
In un'epoca in cui le orchestre statunitensi preferivano i direttori europei, Hadley decise di trasferirsi in Europa. Così tornò in Europa nel 1904 ed iniziò a girare studiando con Ludwig Thuille a Monaco di Baviera. Sembra possibile che a suggerirgli di studiare con Thuille sia stato Richard Strauss, con il quale si incontrò dopo il suo arrivo in Europa. Hadley compose il suo poema sinfonico Salomè nel 1905, non essendo a conoscenza che Strauss, che egli ammirava moltissimo, stesse lavorando ad un'opera sullo stesso soggetto. Il lavoro venne eseguito in almeno 19 diverse città europee, ed egli fu invitato a dirigerne l'esecuzione assieme alla sua III sinfonia appena terminata. La sinfonia venne eseguita dalla Berliner Philharmoniker nel 1907. Nello stesso anno, ottenne l'incarico di assistente direttore al Teatro dell'opera di Magonza. Nell'aprile 1909 diresse a Magonza la sua prima opera, Safié.
Alla fine dell'anno tornò negli Stati Uniti per assumere l'incarico di direttore dell'Orchestra Sinfonica di Seattle e nel 1911 il primo direttore della San Francisco Symphony Orchestra. Hadley incontrò diverse difficoltà a San Francisco, dove tentò di trasformare un gruppo di orchestrali di teatro in una orchestra di buon livello. Egli fece arrivare un gruppo di bravi musicisti dalla costa est degli Stati Uniti, compreso suo fratello Arthur, per farne dei primi esecutori nell'organico dell'orchestra, ma ciò creò dei risentimenti fra gli esecutori. Nondimeno, al momento in cui lasciò l'orchestra nel 1915, essa aveva realizzato grandissimi miglioramenti.
Hadley tornò a New York nel 1915, dove diresse molti concerti come direttore ospite, e propose diverse delle sue più note composizioni. Nel 1918 sposò la cantante Inez Barbour, che successivamente cantò molte delle opere di suo marito. Fra il 1917 ed il 1920, tre delle opere di Hadley ricevettero una buona accoglienza; fra queste Cleopatra's Night data al Metropolitan Opera il 31 gennaio 1920. Hadley diresse alcune delle esecuzioni, divenendo così il primo compositore statunitense a dirigere le sue opere al Met, e l'opera venne riproposta nella stagione successiva. Diversi critici la giudicarono come la migliore opera statunitense mai apparsa al Metropolitan fino ad allora.
Nel 1921 Hadley venne invitato a divenire direttore associato alla New York Philharmonic Orchestra, il primo direttore statunitense a ricoprire un ruolo a tempo pieno in una orchestra statunitense di primo livello. Nel corso della sua permanenza alla guida della NYPO, ricevette critiche eccellenti. Anche se occasionalmente calcò il podio della Philharmonic per dei concerti regolari, Hadley si occupò essenzialmente dei concerti all'aperto durante la stagione estiva, durante i quali eseguì molte opere di compositori statunitensi. Egli fu sempre interpellato per la selezione dei lavori di compositori statunitensi da inserire nei concerti della stagione della Philharmonic. Rimase al suo posto fino al 1927 quando diede le dimissioni.
Nello stesso anno, Hadley venne invitato a dirigere la prima metà della stagione della Philharmonic Orchestra of Buenos Aires, in Argentina, primo direttore statunitense a dirigere l'orchestra (l'altra metà fu affidata al leggendario Clemens Krauss).
Nel 1929 Hadley venne chiamato alla direzione della neo costituita Manhattan Symphony Orchestra. Egli diresse l'orchestra per tre stagioni, includendo un'opera di autore statunitense in ogni concerto. Lasciò poi a seguito delle frustrazioni relative ai problemi economici incontrati dall'orchestra a causa della grande depressione.
Nel 1930 venne invitato a dirigere sei concerti alla guida della New Symphony Orchestra di Tokyo. La sua visita in oriente incontrò grandi entusiasmi, ed egli compose una nuova suite per orchestra, Streets of Pekin, ispirata ad un viaggio in Cina, dirigendo la prima esecuzione con l'orchestra giapponese.
Nel 1933 Hadley fondò il National Association for American Composers and Conductors, esistente ancora oggi. He was also instrumental in establishing the Berkshire Music Festival at Tanglewood, Massachusetts in 1934.
In 1932 ad Hadley venne diagnosticato un cancro. L'intervento chirurgico al quale venne sottoposto, ebbe all'inizio successo, e Hadley continuò la sua carriera di direttore e compositore. Comunque, la popolarità di Hadley come compositore iniziò a scemare, a seguito dell'opinione popolare ma soprattutto della critica, contraria alla robusta dose di romanticismo che infarciva le sue opere. Il cancro tornò a manifestarsi e Hadley morì a New York nel 1937.

## Opere
Henry Hadley fu uno dei compositori statunitensi, dei suoi tempi, le cui opere vennero maggiormente eseguite e pubblicate. Egli si considerò principalmente un compositore di musica per orchestra, per via che la maggior parte delle sue opere venne scritta nella forma di ouverture, poema sinfonico, suite per orchestra e sinfonia. Compose anche dei brevi concerti sia per violoncello (Konzertstuck) che per pianoforte (Concertino, Op. 131).
Compose anche diverse opere per il palcoscenico come operette e musical, oltre che cinque opere. Anche se le sue opere Azora e Cleopatra's Night ricevettero la maggiore attenzione, la sua commedia Bianca, con la quale vinse un premio dall'American Society of Singers, per la migliore opera da camera in lingua inglese, a seguito delle scarse richieste, ebbe un modesto numero di rappresentazioni durante la vita di Hadley ed alcune altre successivamente alla sua morte, anche se venne ripresa in Giappone nei primi anni cinquanta.
Durante il periodo trascorso a San Francisco, Hadley divenne amico di molte persone influenti della città tanto da divenire un membro dell'esclusivo Bohemian Club, per il quale scrisse tre "music dramas", destinati ad essere rappresentati in un'unica serata in un teatro all'aperto al Bohemian Grove nel nord della California. Questi lavori erano molto simili a delle opere, ma contenevano anche delle parti con dei dialoghi recitati. Hadley successivamente adattò della musica a questi lavori per poterli eseguire come suite orchestrali.
Hadley scrisse anche un grande numero di cantate e oratori, alcuni dei quali, come Resurgam, di grande respiro. Fra i lavori minori compose molte canzoni, alcune delle quali vennero poi da lui stesso orchestrate. Scrisse anche un certo numero di composizioni cameristiche.
Hadley fu anche un pioniere delle colonne sonore per il cinema. Venne invitato da Warner Bros. a dirigere la New York Philharmonic per la colonna sonora del film del 1926, Don Juan con John Barrymore; questo fu il primo film in cui venne realizzata la sincronizzazione fra musica ed effetti. Venne poi filmata la sua esecuzione, con la New York Philharmonic, dell'ouverture dell'opera di Wagner, Tannhäuser. Scrisse poi la colonna sonora originale per il film di Barrymore del 1927, When a Man Loves.
La maggior parte della corrispondenza personale di Hadley e dei suoi lavori è conservata nella  Music Division della New York Public Library for the Performing Arts.
Durante il corso della sua vita, la musica di Hadley fu popolarissima, e fece parte del repertorio di tutte le orchestre statunitensi, e venne talvolta eseguita anche in Europa. Molti grandi direttori eseguirono la sua musica, e fra questi Gustav Mahler, Leopold Stokowski, Serge Koussevitzky e Karl Muck. Negli ultimi tempi, però, la sua musica è caduta nell'oblio, anche se qualche suo lavoro è stato talvolta inciso su disco.

## Le maggiori opere

### Opere
- Safié Op. 63, 1909
- Bianca Op. 79, composta c. 1913, eseguita 1918
- Azora, the Daughter of Montezuma Op. 80, c. 1914, eseguita 1917
- Cleopatra's Night Op. 90, 1920
- A Night in Old Paris 1924

### Sinfonie
- Sinfonia n. 1 in re minore Op. 25 Youth and Life, 1897
- Sinfonia n. 2 in fa minore Op. 30 The Four Seasons, 1899
- Sinfonia n. 3 in si minore Op. 60 1907
- Sinfonia n. 4 in re minore Op. 64 North, East, South, West, 1910
- Sinfonia n. 5 in do minore Op. 140 Connecticut, 1935

### Poemi sinfonici
- Salome Op. 55, 1905
- The Culprit Fay Op. 62, 1909
- Lucifer Op. 66, 1914
- The Ocean Op. 99, 1921

### Altri lavori per orchestra
- In Bohemia: concert ouverture, Op. 28
- Herod ouverture, Op. 31
- Konzertstuck for violoncello and orchestra, Op. 61 (1909)
- Otello ouverture, Op. 96 (1919)
- Streets of Pekin (1930)
- San Francisco, Op. 121 (1931)
- Concertino per piano e orchestra, Op. 131
- Scherzo Diabolique, Op. 135 (1934)

### Cantate ed Oratori
- In Music's Praise Op. 21
- The Princess of Ys Op. 34
- The Legend of Granada Op. 45
- The Nightingale and The Rose Op. 54
- The Fate of Princess Kiyo Op. 58
- Music: An Ode Op. 75
- The Fairy Thorn Op. 76
- Prophesy and Fulfillment Op. 91
- Resurgam Op. 98
- Mirtil in Arcadia Op. 100
- Divine Tragedy Op. 139

### Musica da camera
- String Quartet No. 1 in A major, Op. 24
- Piano Quintet in A minor, Op. 50
- Piano Trio in G minor (1932)
- String Quartet No. 2, Op. 132

## Incisioni selezionate
- The Culprit Fay. National Symphony Orchestra of Ukraine. c.John Mclaughlin Williams. Label: Naxos American.
- The Ocean. National Symphony Orchestra of Ukraine. c.John Mclaughlin Williams. Label: Naxos American.
- Piano Quintet in A minor. Kohon String Quartet with Isabelle Byman. Label: Vox
- Piano Trio in G minor (1932). Rawlins Piano Trio. Label: Albany Records
- Salome. Royal Philharmonic Orchestra. c. Karl Krueger. Label: Bridge
- Scherzo Diabolique. Albany Symphony Orchestra. c. Julius Hegyi Label: New World Records
- Symphony No. 2 The Four Seasons. Royal Philharmonic Orchestra. c. Karl Krueger. Label: Bridge
- Symphony No. 4 North, East, South, West. National Symphony Orchestra of Ukraine. c.John Mclaughlin Williams. Label: Naxos American.